# 船屋形
船屋形（ふなやかた）は、兵庫県神戸市中央区の相楽園内にある歴史的建造物"川御座船"である。御座船とは江戸時代に大名が参勤交代や遊覧に使用した船を言い、今日まで残っているものは数件である。なかでもこの船屋形は川御座船としては唯一現存するもので、その希少性と歴史的文化的価値の高さから1953年（昭和28年）に国の重要文化財に指定されている。
この建物は江戸時代、姫路藩（姫路市）で使用されていた川御座船の屋形部分にあたる。建造年については、飾り金具の本多氏家紋の痕跡から1682年から1704年の間とされている。幕末は飾磨港（現在の姫路港）にあったが、明治になって移築する際に船体部分が破棄され屋形部分も大幅に改変された。昭和14年、垂水区舞子に復元移築され、1980年（昭和55年）には現在の相楽園に移築された。

## 建築概要
- 建造年 - 天和2年（1682年）から宝永元年（1704年）の間（推定）
- 構造 - 木造2階建、桁行五間、梁間一間、一重二階、切妻造段違、檜皮葺
- 建築面積 - 43.74m2
- 所在地 - 〒650-0004 兵庫県神戸市中央区中山手通5-3-1 相楽園内
- 重文指定年月日 - 1953年（昭和28年）8月29日

## 交通アクセス
- 山陽新幹線 新神戸駅 徒歩18分
- 神戸市営地下鉄西神・山手線 県庁前駅 徒歩5分
- JR神戸線 元町駅 下車 徒歩10分
- 阪神本線 元町駅 下車 徒歩10分

## 周辺情報
- 相楽園
  - 旧ハッサム住宅
  - 旧小寺家厩舎
- 兵庫県公館
- 北野町山本通
- 北野工房のまち
- 神戸市水の科学博物館